# Dmitrij Demuškin
Dmitrij Nikolaevič Demuškin (Mosca, 7 maggio 1979) è un politico russo, capo del consiglio nazionale supremo dell'associazione "Russkie".

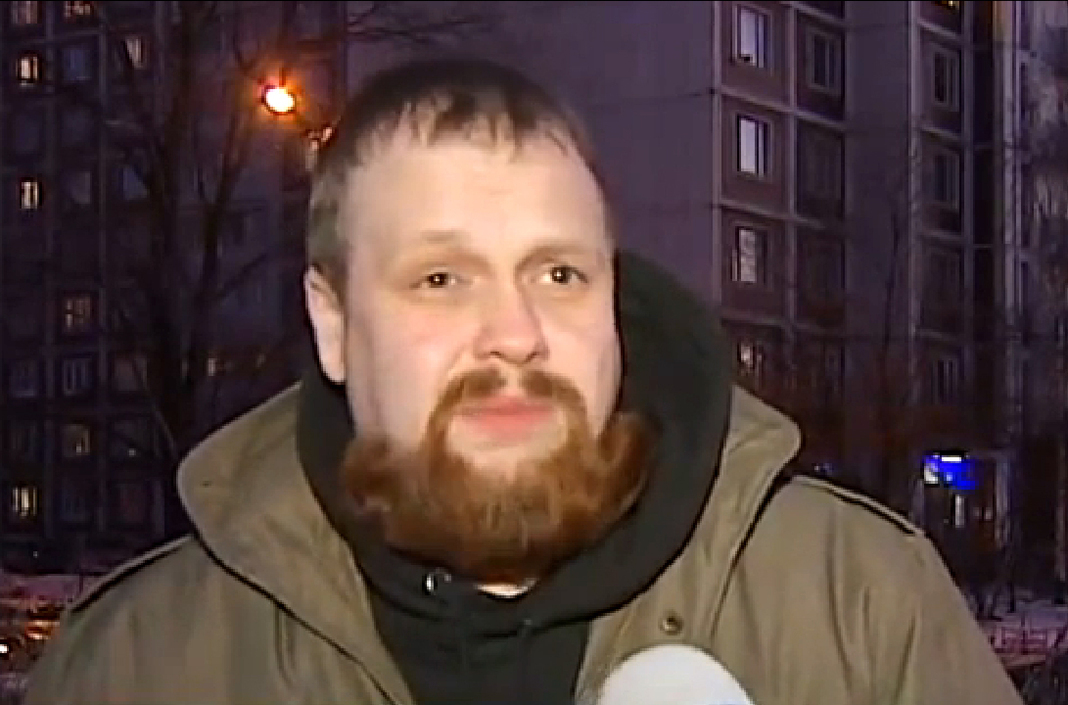
Dmitrij Demuškin nel 2015

È presidente del comitato organizzatore del Partito nazionalista e delle organizzazioni neonaziste "Slavic Union" e "Forza slava", ora bandite con l'accusa di estremismo. È fra i principali organizzatori del corteo annuale chiamato Marcia Russa, al quale partecipano organizzazioni di matrice neonazista e xenofoba.
Il 13 maggio 2019 è stato nominato capo ad interim dell'amministrazione dell'insediamento rurale di Barvichinskoe, distretto di Odintsovo, regione di Mosca.
Non ha espresso pubblicamente una posizione sul conflitto armato nel Donbass, ma ha considerato errate le azioni delle autorità russe, poiché in realtà hanno solo rafforzato il sentimento anti-russo in Ucraina.
Nel 2022, Demuškin ha condannato l'invasione russa dell'Ucraina e ne ha chiesto la fine. Nel novembre 2022 sono stati redatti due protocolli contro Demuškin sulla diffusione di "fake sull'esercito russo". Poco prima, il suo appartamento è stato perquisito e il suo telefono è stato confiscato. L'avvocato di Demuškin collega la persecuzione con le attività giornalistiche del politico. Dal 2023 collabora con il Corpo Volontario Russo.

## Infanzia e giovinezza
È nato da Nikolaj Michailovič Demuškin, autista di ambulanze e istruttore di guida, e da Petrova Elena Aleksandrovna, insegnante di lingua e letteratura russa. Nel 1981 i suoi genitori divorziarono e in seguito Dmitrij fu cresciuto da sua madre, sua nonna e sua zia.
Da giovane Dmitrij era impegnato nel pugilato e frequentava la palestra. "Avevamo il nostro gruppo, allora non ci chiamavamo skin, anche se ci somigliavamo. Tutti si rasavano la testa e indossavano giacche corte di pelle, comode per combattere" ricorda Demuškin. All'inizio del 1995, Demuškin si è unito a un gruppo di skinhead..

## Formazione scolastica
Ha studiato in tre scuole a Mosca: nella n. 763 fino alla quinta elementare, poi nella n. 997 fino alla nona elementare, ha completato l'istruzione secondaria alla scuola n. 144.
Si è laureato in gestione statale e municipale e in psicologia presso l'Istituto sociale e umanitario di Mosca. Nel settembre 2008 si è iscritto alla scuola di specializzazione..

## Attività sociale e politica

### Anni '90
Nel 1995 è stato uno dei fondatori del primo gruppo skinhead sulla via Arbat.
Il 6 aprile 1996 è entrato a far parte della RNU (Unità nazionale russa).
Nel 1998 Demuškin è stato nominato vice capo del primo gruppo del partito della RNU.
Nel 1999 ha iniziato a supervisionare l'accoglienza alla RNU e a "supervisionare la quarantena". "Barkašov all'inizio era contro la mia messa in quarantena a causa del mio disturbo del linguaggio, ma avevo un talento per persuadere le persone", ha detto Demuškin. Allo stesso tempo, secondo i suoi ricordi, iniziò, insieme ai suoi delegati, a sorvegliare "segretamente" le "funzioni del Consiglio di Sicurezza" (servizio di sicurezza) della RNU.
Nel 1999, dopo una scissione nei ranghi della RNU, ha fondato l'Organizzazione nazionalsocialista tutta russa, la Slavic Union, e ne è diventato il leader. Gli obiettivi principali dell'organizzazione proclamavano l'istituzione del potere nazionale russo, un aumento della rappresentanza nazionale dei russi e il consolidamento del loro status di nazione in formazione di stato.

### Anni 2000
Nel 2001 ha creato il comitato organizzatore del Partito sovrano nazionale di Russia (NDPR), firmando un memorandum di costituzione con Jurij Beljaev (Partito della libertà) e Stanislav Terechov (Unione degli ufficiali).
Nel gennaio 2006, Demuškin ha incaricato gli avvocati di difendere Aleksander Koptsev, che ha commesso un attacco in una sinagoga di Mosca. Allo stesso tempo, lo stesso Demuškin affermò che Koptsev non era membro della Slavic Union.
Nel luglio 2006, Demuškin è stato arrestato dalle forze dell'ordine perché sospettato del suo coinvolgimento nell'esplosione avvenuta poco prima nei pressi di una moschea di Jachroma, vicino a Mosca. L'appartamento di Demuškin è stato perquisito, a seguito della quale sono stati sequestrati un computer portatile e sei scatole di vari materiali. La perquisizione e la detenzione sono state effettuate nell'ambito delle indagini sull'esplosione di una moschea nella città di Jachroma vicino a Mosca. Tuttavia, il capo della Slavic Union fu presto rilasciato. Successivamente, Oleg Kostarev e Il'ja Tichomirov, che erano anche colpevoli dell'attacco terroristico dell'agosto 2006 al mercato Čerkizovskij di Mosca, si sono assunti la responsabilità di questa esplosione.
Durante la Marcia Russa del novembre 2008 viene arrestato dalla polizia antisommossa. Il blogger Aleksej Naval'nyj, che aveva assistito all'arresto, sostiene di essere pronto a testimoniare in tribunale in sua difesa.

### Anni 2010
All'inizio del 2010, a capo dei membri della Slavic Union, ha partecipato per quattro mesi agli scontri attorno al villaggio di " Rečnik ", i cui edifici sul territorio dovevano essere demoliti secondo la decisione del la corte di Kuntsevo di Mosca. Allo stesso tempo, Demuškin ha negato categoricamente le notizie di scontri tra membri della Slavic Union e la polizia. "Sono lì per proteggere i residenti locali e le loro proprietà dai criminali e dai dipendenti di società di sicurezza private che potrebbero essere coinvolti in saccheggi dopo la demolizione delle case", ha detto Demuškin.
Il 27 aprile 2010, il tribunale della città di Mosca ha dichiarato estremista il movimento della Slavic Union. Il 29 giugno 2010, la Corte Suprema della Federazione Russa ha confermato la decisione del Tribunale della città di Mosca di bandire l'organizzazione. Lo stesso giorno, Demuškin ne annuncia l'auto-dissoluzione. L'organizzazione "Forza slava" divenne il successore legale del movimento bandito.
"Forza slava" si è posizionata come organizzazione nazionalsocialista, riconoscendo come base il lavoro dei leader del Partito Nazionalsocialista Tedesco dei Lavoratori. L'organizzazione ha chiesto apertamente che il paese fosse "ripulito" da tutti i "non russi", ad eccezione dei rappresentanti di quei gruppi etnici che non hanno una propria statualità. A tal fine, l'organizzazione ha sostenuto e incoraggiato le violenze dell'estrema destra.
L'11 dicembre 2010, Demuškin ha preso parte alle rivolte in piazza Manežnaya, ma ha respinto categoricamente le accuse secondo cui gli scontri con la polizia antisommossa erano stati provocati dai nazionalisti.
Il 12 marzo 2011 ha parlato a una manifestazione a Mosca in difesa del colonnello Kvačkov, accusato di preparare una ribellione.
3 maggio 2011 Demuškin, insieme al leader del DPNI Aleksandr Potkin, è stato il fondatore della nuova associazione nazionalista "Russkie". La nuova organizzazione è stata creata sulla base della Slavic Union e del DPNI, così come su una serie di altri movimenti nazionalisti.
Ha preso parte attiva all'azione in difesa del leader del movimento civile della Lega per la difesa di Mosca, Daniil Konstantinov, che è stato arrestato con l'accusa di omicidio. In un'intervista con RIA "New Region", Demuškin ha affermato di non escludere che il procedimento penale contro Konstantinov possa essere stato fabbricato per ragioni politiche. Demuškin ha anche aggiunto che prima dell'arresto, Konstantinov ha subito pressioni da parte delle forze dell'ordine per convincerlo a collaborare. Il 9 aprile 2012, Demuškin ha preso parte a una serie di singoli picchetti vicino all'edificio del Dipartimento investigativo principale del Comitato investigativo della Federazione Russa a Mosca.
Il 14 agosto 2012, Demuškin ha presentato i documenti per la partecipazione alle elezioni del sindaco di Kaliningrad, tuttavia, la commissione elettorale ha rifiutato di registrarlo.
Il 22 agosto 2012 si è rivolto al Patriarca di Mosca e di tutta la Russia Cirillo I con la richiesta di sostenere il comitato organizzatore "Per la rimozione di Lenin". In precedenza, nell'ambito del comitato organizzatore, Demuškin si è rivolto al procuratore generale della Federazione Russa, Juri Čaika, con la richiesta di verificare se la presenza del corpo di Lenin sulla Piazza Rossa fosse legale. Ad oggi, nessuna risposta ufficiale è stata ricevuta dalla Procura Generale.
Il 19 ottobre 2012, Demuškin, secondo le sue stesse parole, ha ricevuto la benedizione dell'anziano Optina Elijah per condurre la Marcia Russa.
Il 19 marzo 2012 l'associazione "Russkie" ha espresso l'intenzione di creare un partito politico, il cui numero iniziale sarà di circa 20.000 persone. Demuškin diventerà il leader del partito nazionalista.
All'inizio di luglio 2012, Demuškin ha notificato al Ministero della Giustizia la creazione del comitato organizzatore del partito politico, il Partito dei nazionalisti. Demuškin è stato nominato una persona autorizzata del comitato. Ad oggi, il processo di registrazione del partito non è ancora stato completato.
Ha preso parte attiva alle proteste in Russia del 2011-2013 svoltesi dopo le elezioni della Duma del 2011.
Nel 2019 è diventato corrispondente per la pubblicazione online "White News".

## Convinzioni politiche
Durante la sua adesione alla Slavic Union, Demuškin aderì alle opinioni nazionalsocialiste e sostenne la creazione di uno stato nazionale russo costruito sui principi della giustizia sociale. Tuttavia, in un'intervista del 2015 con l'edizione online Meduza, Demuškin ha affermato che il nazionalsocialismo è una "strada senza uscita", e oggi si considera un "nazionalista tradizionale".
Sostiene che russi, ucraini e bielorussi siano un unico popolo.
Sostiene l'introduzione di un regime dei visti con i paesi dell'Asia centrale, la creazione di un regolamento nel settore della migrazione e il mercato del lavoro, l'eliminazione dei "monopoli etnici" per le "comunità etniche".
Sostenitore della de-sovietizzazione del paese, è il coordinatore del comitato organizzatore “Per la rimozione della mummia di Lenin!".
Demuškin è uno dei principali organizzatori della Marcia Russa, un corteo che si svolge annualmente il 4 di novembre in Russia, al quale partecipano organizzazioni neonaziste xenofobe. Durante una delle prime marce russe, quella del 2006, insieme ai gruppi hooligans della Dynamo e Spartak sventola una bandiera con una svastica, nei pressi di Piazza Slavjanskaja.
In un'intervista con l'agenzia di stampa, Nevex TV ha promesso di cambiare completamente la televisione russa se arriverà al potere, poiché contribuisce al degrado morale e morale dei giovani. In particolare, Demuškin ha affermato che il canale di musica e intrattenimento di MTV sarebbe stato definitivamente chiuso con lui, poiché, a suo avviso, era impegnato nella promozione dell'omosessualità.
Il 5 maggio 2012, in un'intervista all'agenzia di stampa russa New Region, Demuškin ha affermato che "oggi non c'è una sola organizzazione e partito che rifletta gli interessi dei russi. Ci sono comunisti, liberali, burocrati, un “partito di ladri e truffatori”. Ma non esiste un partito russo. Stiamo lottando per la solidarietà etnopolitica russa universale".

## Procedimenti penali
Il 3 maggio 2011, il dipartimento investigativo principale del comitato investigativo della Federazione Russa ha aperto un procedimento penale ai sensi della parte 1 dell'art. 282.2 del codice penale della Federazione Russa (organizzazione delle attività di un'organizzazione estremista). Secondo l'indagine, "l'attività dell'associazione pubblica Slavic Union, nonostante il suo riconoscimento come organizzazione estremista secondo la procedura stabilita, non è stata di fatto ad oggi terminata. Al contrario, per evitare la responsabilità penale, l'associazione fu ribattezzata e divenne nota come "Forza slava". Il vero leader di questa organizzazione è Dmitrij Demuškin".
Il 22 ottobre 2011 è stato avviato un procedimento penale contro Demuškin ai sensi di due articoli del codice penale della Federazione Russa: clausola a, parte 2 dell'articolo 282 (incitamento all'odio o inimicizia) e parte 3 dell'art. 212 del codice penale della Federazione Russa (incitamento alle rivolte e violenze contro i cittadini). Secondo le indagini, il 17 ottobre 2011, in un'intervista con una delle agenzie di stampa, Demuškin ha espresso idee sul riconoscimento della superiorità della nazione russa sugli altri, ha incitato rivolte ed espresso minacce di usare la violenza contro persone che avrebbero impedito l'istituzione dell'ideologia della superiorità russa. Nell'intervista da lui rilasciata all'agenzia di stampa New Region, affermava che se le autorità non avessero autorizzato la Marcia Russa, sarebbe stato "un massacro".
Il 7 marzo 2013 è stata avanzata l'accusa finale contro Demuškin, in cui l'inchiesta ha mantenuto solo uno degli articoli criminali a lui incriminati, rimuovendo dalla clausola di accusa "a", parte 2 dell'articolo 282 (incitamento all'odio o all'inimicizia) e la parte 3 dell'art. 212 del codice penale della Federazione russa (incitamento alle rivolte e violenze contro i cittadini).
Pertanto, Demuškin è accusato della Parte 1 dell'Art. 282.2 del codice penale della Federazione Russa (organizzazione delle attività di un'organizzazione pubblica rispetto alla quale il tribunale ha adottato una decisione definitiva di vietare le attività in connessione con l'attuazione di attività estremiste), in base alla quale rischia fino a tre anni in prigione.
Il 24 giugno 2013 alla corte di Ostankino di Mosca si diede inizio a un processo.
Durante le rivolte del 6 maggio 2012 Demuškin è stato ferito mentre era detenuto dalla polizia nella stazione della metropolitana Teatralnaya a Manežnaya plošad' e portato al dipartimento di polizia di Danilovskij. Secondo lui, le guardie lo avrebbero colpito alla testa con un manganello di gomma. I medici hanno affermato che Dëmuškin aveva "una commozione cerebrale, contusione dei tessuti molli della parte posteriore della testa", dopo di che è stato ricoverato nell'ospedale Pervyj Gradskij.
Nel marzo il tribunale del distretto Ostankino di Mosca ha dichiarato Demuškin colpevole di aver organizzato una comunità estremista, il movimento Forza slava, di cui è il leader. Demuškin viene condannato a una multa di 200.000 rubli, ma liberato viene in relazione alla scadenza del termine di prescrizione per la commissione del crimine.
Il 21 ottobre 2016, mentre presentava una domanda per la Marcia Russa, Demuškin è stato arrestato e portato in tribunale, che ha scelto una misura di moderazione sotto forma di arresti domiciliari in un procedimento penale di estremismo. Il 25 aprile 2017, il tribunale distrettuale Nagatinsky di Mosca lo ha condannato a 2,5 anni di carcere.
Il 20 febbraio 2019, il tribunale distrettuale di Petušinskij della regione di Vladimir ha preso una decisione sul rilascio anticipato di Demuškin dal carcere correttivo. Il motivo per il rilascio anticipato è stata la depenalizzazione parziale della parte 1 dell'articolo 282 del codice penale della Federazione russa. Grazie al suo rilascio anticipato, Demuškin è stato rilasciato 15 giorni prima della sua condanna completa.